# Gobi Ranganathan
Gobi Ranganathan (* 22. April 1976) ist ein englischer Badmintonspieler. Er hat eine Spina bifida und startet im Parabadminton in der Rollstuhlklasse WH2 im Einzel, Doppel und Mixed.

## Sportliche Laufbahn
Gobi Ranganathan war zunächst als Schwimmer sportlich aktiv und nahm auf regionaler und nationaler Ebene an Wettkämpfen teil. Später wandte er sich dem Parabadminton zu und war auf nationaler Ebene erfolgreich. 2008 nahm er in Dortmund erstmals an einer Badminton-Europameisterschaft für Behinderte teil. Bei der Badminton-Weltmeisterschaft für Behinderte in Seoul erreichte er 2009 das Viertelfinale. Gobi Ranganathan gewann 2012 in Dortmund bei der Badminton-Europameisterschaft für Behinderte Gold im Doppel, Silber im Einzel und Bronze im Mixed. Bei der Badminton-Weltmeisterschaft für Behinderte 2013, ebenfalls in Dortmund, erreichte er Silber im Doppel.
2015 musste Ranganathan sich wegen einer Aortenklappeninsuffizienz einer Herzoperation unterziehen. Er spielt weiter Parabadminton und nahm an der Badminton-Weltmeisterschaft für Behinderte 2019 teil, konnte aber nicht mehr an die Erfolge von 2012 und 2013 anknüpfen.